# Le Carnet rouge
Pour les articles homonymes, voir Carnet.
Le Carnet rouge, paru sous le titre original de The Red Notebook, est un recueil de nouvelles du romancier américain Paul Auster paru en 1993.

## Résumé
Paul Auster note toutes les coïncidences auxquelles il est confronté dans un petit carnet rouge. Dans cet ouvrage, il reprend treize de ces étranges événements pour en faire des récits sous forme de nouvelles.

## Adaptation
En 2004, Mathieu Simonet adapte l'une des nouvelles dans un court-métrage homonyme.